# Lucien van der Walt
Lucien van der Walt (nascido em 8 de setembro de 1972) é um escritor sul-africano, professor de Sociologia e educador do trabalho. Sua pesquisa envolve a tradição anarquista / sindicalista de Mikhail Bakunin e Peter Kropotkin, sindicalismo e história da classe trabalhadora, particularmente na África Austral, e a reestruturação neoliberal do Estado. Ele atualmente leciona e pesquisa na Rhodes University no Cabo Oriental, África do Sul, e anteriormente trabalhou na University of the Witwatersrand . Seu PhD de 2007 sobre anarquismo e sindicalismo na África do Sul no início de 1900 ganhou o prêmio internacional para a melhor dissertação de doutorado do jornal História do Trabalho e o prêmio do Conselho para o Desenvolvimento da Pesquisa em Ciências Sociais na África para a melhor tese de doutorado africana.
Van der Walt também está envolvido no sindicalismo e na educação de trabalhadores, incluindo para o instituto de educação de trabalhadores DITSELA, e uma função de coordenação e ensino na Universidade Global do Trabalho, o antigo curso de 'Teoria Social' na Universidade de Witwatersrand do Sindicato Nacional de Metalúrgicos da África do Sul, na antiga Biblioteca e Museu dos Trabalhadores, nas escolas políticas do Movimento dos Povos Desempregados da África do Sul e no atual programa de curta duração do Cabo Oriental para sindicatos de metalúrgicos na Universidade de Rhodes. Ele é o 'ex-chefe' de mídia do Fórum Anti-Privatização (APF), uma coalizão de movimentos sociais, que foi estabelecido em Joanesburgo em julho de 2000 por ativistas e organizações envolvidas em duas lutas chave anti-privatização: o luta contra iGoli 2002, e a luta contra Wits 2001 na Wits University.

## Livros
- Kirk Helliker and Lucien van der Walt (eds.), 2018, Politics at a Distance from the State: Radical and African Perspectives, London, New York: Routledge, 172pp.
- Lucien van der Walt, 2014, Negro E Vermelho: Anarquismo, Sindicalismo Revolucionário ePpessoas de cor na África Meridional nas Décadas de 1880 a 1920, São Paulo: Editora Faísca, 103pp.
- Steven J. Hirsch and Lucien van der Walt (eds.), 2014, (foreword by Benedict Anderson), Anarchism and Syndicalism in the Colonial and Postcolonial World, 1870–1940: The Praxis of National Liberation, Internationalism, and Social Revolution, Leiden: Brill Academic Publishers,  Studies in Global Social History, paperback edition with new material, i–lxxvi,510pp.
- Lucien van der Walt and Michael Schmidt, 2013,Schwarze Flamme: Revolutionäre Klassenpolitik im Anarchismus und Syndikalismus, Hamburg: Edition Nautlius, 560pp.
- Steven Hirsch and Lucien van der Walt, 2010, Anarchism and Syndicalism in the Colonial and Postcolonial World, 1870–1940: The Praxis of National Liberation, Internationalism, and Social Revolution, Leiden: Brill Academic Publishers,Studies in Global Social History, lxxiv+434pp.
- Southern Africa editor, 2009, International Encyclopaedia of Revolution and Protest, New York: Blackwell.
- Lucien van der Walt and Michael Schmidt, 2009, Black Flame: The Revolutionary Class Politics of Anarchism and Syndicalism, Edinburgh and Oakland, CA: AK Press, 500pp.